# Кавказ (регија)
Кавказ је геополитички регион између Црног мора и Каспијског језера, односно географска област, широки теснац на међи Европе и Азије, који је добио име по планини Кавказ која представља границу између два континента. Кавказ је такође регион важан у етнополитичком смислу и као екорегион у биологији.
Политички, подручје Кавказа се дели на Северни Кавказ и Јужни Кавказ.

## Етимологија и порекло назива
Кавказ је суштински географски појам, име два планинска ланца – Велики и Мали Кавказ – и области назване по њима. Међутим, Кавказ није само назив подручја Кавкаских планина већ и крајева северно и јужно од њих. Име је латинизована форма античког грчког назива "Каукасос". Сам грчки назив је, с друге стране, повезан са старим иранским називом "кап ках" који значи "велика планина". Ова стара номенклатура рефлектује историјски значај овог региона на међи Европе и Азије. Стари Грци су у регион Кавказа поставили сцену Прометејових митских патњи, а Аргонаути су овде тражили златну нит у мистериозном граду Колхис на јужној обали Црног мора.

## Географија, геологија и природне одлике
Кавказ је релативни географски центар Евроазије. Између широко простирућег планинског масива Кавказа додирују се континенти Европе и Азије. Као географски коридор између два континента, Кавказ се понекад назива и "Капија Азије".
На регион се различито гледа и често је сврставан у један од два или у оба континента у исто време. Иако је Велики Кавказ традиционално на линији раздвајања два континента, регион је толико под културолошким, климатским, еколошким и другим утицајем Азије да данас ипак постоји свеопшти тренд припајања Кавкаског региона Азији. С друге стране, земље јужног Кавказа се из историјских и културних разлога такође често воде и као део Европе, иако су географски ближе Азији. Стога се дешава да се Елбрус – који је са својих 5642 m највиши врх Кавказа – третира као највиши врх Европе.

### Физичко-географске одлике
Физичке границе Кавказа, нарочито са Европске стране нису јасне, и не постоји трајан консензус о њима. Преовладавају симплистичне дефиниције засноване на положају планина у комбинацији са распоредом и демографијом народа који настањују или су настањивали њихову област у задња два века. Према преовладавајућој дефиницији Кавказ је географско подручје величине 400.000 km², са популацијом од око 20 милиона становника. Састоји се од два дела – северни и јужни Кавказ – од којих север заузима површину од око 250.000 km² а Закавказје око 190.000 km².
Физичка географија за Кавказ разликује два планинска венца, Велики (Високи) и Мали (Ниски) Кавказ. Ако се узму као целина, планине се протежу на преко 1500 km простора, дијагонално са северозапада према југоистоку. Западне планине започињу у облику ниских брежуљака ближе полуострва Таман при ушћу реке Кубан, а завршавају високим гребенима врха Елбрус (5642 m) који се налази на граници Кабардино-Балкарије и Карачајево-Черкезије. Затим следи врх планине Казбек (са својих 5033 m) на граници Северне и Јужне Осетије.
Источни Кавказ се шири од планине Казбек према полуострву Абшерон. Иако није тако висок као централни Кавказ, исток броји преко 30 врхова виших од 4000 m, међу њима је највиши Тебулосмта (4493 m).
У погледу рељефа Кавказ није само планинска област, његово побрежје се постепено уздиже из степских и полупустињских равних предела (на пример у Јерменији).
Природа Кавказа је веома разноврсна. Централни део великог Кавказа чини Кавкаски гребен са многим врховима високим преко 5000 m, прекривен вечним снегом и глечерима. Падине нижег дела Великог Кавказа углавном покривају густе листопадне шуме, на већим висинама зимзелене – шуме јеле и смрче на западу, борова на истоку – док се изнад појаса шуме простиру субалпске и планинске ливаде.
На овом подручју постоји јединствена геолошка појава – активни блатни вулкани. Они се налазе источно од Кура-Араз равнице и Апшеронског полуострва.
На јужној падини Великог Кавказа, у западној Грузији пронађено је до данас више од 470 крашких пећина, од којих се најдубља спушта до 1320 m, са снегом и ледом који лежи на дубини од 320 m. Подземне просторије и тунели најдуже пећине Кавказа, назване Нови Атос (рус. Новоафонской пещеры) протежу се на дужини од близу 50 km (49569 m).

### Геолошка структура и минерали
Подручје припада алпским геосинклиналним појасевима земљане коре, која се простире од Гибралтара до Индонезије.
Тектонски, Кавказ се дели на четири главне морфолошке јединице:
1. Предкавкаске низине (енгл. Ciscaucasian plain) које се зову и "Скитска плоча" (енгл. Scythian platform)
2. Велики Кавказ (енгл. Greater Caucasus)
3. Систем удолина Закавказја (енгл. Transcaucasian intermontane basins)
4. Нижи Кавказ (енгл. Lesser Caucasus) са најхетерогенијим структурама.

У Геофизичком смислу подручје је веома богато рударским минералима (бакар, молибден, манган, магнетит, тунгстен, пирит, угаљ, злато и др.) и има велике наслаге нафте и природног гаса.

### Хумана географија
Иако се физичка географија Кавказа углавном може приказати као јединствена целина, хумана географија истог подручја је врло сложена, и унутар и ван административних целина. Државне границе су добро дефинисане на истоку и западу, али на северу и југу – управо тамо где се теснац Кавказа традиционално дели између два мора и два планинска ланца на Северни и Јужни – границе нису тако једноставне. Југ Кавказа је подељен између три државе (Грузија, Азербејџан и Јерменија), док је север, који се у руској литератури понекад назива "Кавкаски крај" (рус. Кавказского края) јесте југ данашње Руске федерације, са седам аутономних република (Адигеја, Чеченија, Дагестан, Ингушетија, Кабардино-Балкарија, Карачајево-Черкезија и Северна Осетија), два ‘краја’ (Ставрополски крај и Краснодарски крај), и једном облашћу (област Ростов).

## Клима и живи свет

### Климатски услови
Због свог положаја ближе јужним географским ширинама, у Кавказу су присутне две климатске зоне, умерена и суптропска. Осети се и утицај Медитерана из правца Блиског истока као и утицај централне Азије.

### Екологија
Кавказ има огромно еколошко значење, у биологији представља засебан екорегион са специфичним живим светом. Кавказ је такође и биогеографска регија.
Типичан кавкаски пејзаж чине мешане шуме, док значајне површине покрива каменита област изнад шумског појаса. Сваки од еколошких зона на вертикалном профилу планина је јединствен, и присутно је више својствених климазоналних јединица биљног покривача.
Заједнички утицај географског положаја, рељефа и климе на Кавказу је створио јединствене еколошке услове у којима се формирала разноврсна флора и фауна.
Од флоре на његовом простору живи више од 6400 врста биљака од којих око 1300 су регионални ендемити. Што се фауне тиче, међу најкарактеристичније кавкаске животиње спадају леопард, мрки медвед, вук, европски бизон, планинска коза и сури орао. Због специфичности простора такође постоји велик број кавкаских ендема и код животиња.

### Биологија
У биолошкој терминологији – и у старој и уновој литератури – говори се и о "ниском" Кавказу (рус. Мали Кавказ, енгл. Lesser Caucasus) и "високом" (рус. Большой Кавказ, енгл. Greater Caucasus), а такође се користе и термини европско-кавкаски елемент (рус. европейско-кавказски), затим "Закавказје" (енгл. Transcaucasia) и "Предкавказје" (енгл. Ciscaucasia).

#### Флора Кавказа
Кавказ је такође и сложен фитогеографски (ботаничко-географски) регион.

##### Подела Кавказа на природне флористичке регионе
Природни теснац Кавказа ботаничари су поделили по разним системима на флористичке регионе. Једна од раних подела (1933) је такође и најједноставнија:
I. Понтска провинција;
II. Туранска провинција;
III. Кавкаска провинција;
IV. Колхидска провинција;
V. Прелазна провинција Малога Кавказа;
VI. Малоазијска провинција;
VII. Иранска провинција;
VIII. Гир-канска провинција.

##### Подела Кавказа на природне биљне ареале
Такође постоји и подела на 7 основних типова биљних ареала:
I. тип - стари (терцијарни) шумски;
II. тип - бореални;
III. тип - степски;
IV. тип - ксерофилни;
V. тип - пустињски;
VI. тип - кавкаски;
VII. тип - адвентивни.

## Историја
Кавказ није само мање-више дистинктивно географско подручје, већ је значајан и у културно-историјском погледу. Присуство људи може да се прати 2000 година пре наше ере. Историјски, Кавказ је био земља Колхида, Лазика, Ибера, Јермена, и Албана.
Године 1882. (у време Руске Царевине) руска војна управа се проширила у регион Кавказа, те су саме Руске границе преведене у географски концепт. Утицајем касније совјетизације многи староседелачки народи су потиснути и делом померени у друга подручја (нпр. из низина у горје). За време социјалистичке реформе је у Кавказ, плански или неплански усељен велик број словенског живља, Руса и Украјинаца, који данас чине значајан број становништва. Руси и руска култура оставили су трајан печат на крај и културу староседелаца Кавказа.
У геополитичком смислу, ‘Кавказ’ је био и остао под Руским утицајем, те се у руској терминологији јужни Кавказ назива ‘Закавказје’ (енгл. Transcaucasia), рефлектујући политички став према отцепљеним републикама, док у западној, конвенционалној географији остаје једноставно ‘Јужни Кавказ’ (енгл. South Caucasia).

## Политичка ситуација
Од времена распада Совјетског Савеза (којем су издвојене земље Кавказа чиниле мање од 2% територије) подручје је имало турбулентну историју: био је место конфликата (Чеченија, Карабах), револуција (Грузија), војног тоталитаризма, као и тема јавних дебата о транзицији друштва, религији (односи ислама и хришћанства), енергетској кризи (гасоводи), и међународној сигурности ("миротворни" рат на граници Русије и Грузије 2008. године, и претње исламског тероризма).

## Државе и друге територије на Кавказу
Административна подела Кавказа је сложена, пошто се политичке границе не преклапају са географским, економским и етничким границама. Националне државе данашњег Кавказа су пост-совјетске државе: Грузија, Јерменија, Азербејџан и делови Руске федерације.
Делови који су остали у саставу Русије чине Ставрополски крај, Краснодарски крај, као и аутономне републике Адигеја, Калмикија, Карачајево-Черкезија, Кабардино-Балкарија, Северна Осетија-Аланија, Ингушетија, Чеченија и Дагестан. Три територије региона су прогласиле независност, али она није међународно призната: Абхазија, Нагорно-Карабах и Јужна Осетија.
| Предкавказје | Закавказје |
| --- | --- |
| Русија - Адигеја - Дагестан - Ингушетија - Кабардино-Балкарија - Карачајево-Черкезија - Северна Осетија — Аланија - Чеченија - Краснодарска Покрајина - Ставропољска Покрајина | - Азербејџан - Нагорно-Карабах - Нахчиван - Грузија - Абхазија - Аџарија - Јужна Осетија - Јерменија - Иран (северозападни део) - Турска (крајњи исток) |

## Народи Кавказа
Кавказ је један од лингвистички и културолошки најразноврснијих региона на свету.
Етнографска слика Кавказа је толико сложена, да народи на његовој мапи “изгледају као мали делови слагалице окружени деловима великих нација Русије, Турске и Ирана”. Само у северном Кавказу живи у међусобној интеракцији више од 100 различитих народа са различитим социјалним карактеристикама, језиком и менталитетом, различитим специфичностима политичке и економске организације.

### Народи кавкаске породице
Грузијска група:
- Грузини (Грузија)
- Аџари (Грузија - Аџарија)
- Мегрели (Грузија)
- Свани (Грузија)
- Хевсури (Грузија)
- Лази (Турска)

Абхаско-адигејска група:
- Абхази (Грузија - Абхазија)
- Абазини (Русија - Карачајево-Черкезија)
- Адигејци (Русија - Адигеја)
- Черкези (Русија - Карачајево-Черкезија)
- Кабардинци (Русија - Кабардино-Балкарија)

Нахска група:
- Ингуши (Русија - Ингушетија)
- Чечени (Русија - Чеченија)

Дагестанска група:
- Авари (Русија - Дагестан)
- Даргинци (Русија - Дагестан)
- Лакци (Русија - Дагестан)
- Лезгини (Русија - Дагестан)
- Табасарани (Русија - Дагестан)
- Агули (Русија - Дагестан)
- Рутулци (Русија - Дагестан)
- Цахури (Русија - Дагестан, Азербејџан)

### Народи индоевропске породице
Јерменска група:
- Јермени (Јерменија, Азербејџан - Нагорно-Карабах, Грузија - Самче-Жавахети)

Иранска група:
- Осети (Русија - Северна Осетија, Грузија - Јужна Осетија)
- Талиши (Иран, Азербејџан)
- Курди (Азербејџан)

Словенска група:
- Руси (Русија)

### Народи алтајске породице
Турска група:
- Азери (Азербејџан, Иран)
- Карачајци (Русија - Карачајево-Черкезија)
- Балкари (Русија - Кабардино-Балкарија)
- Кумици (Русија - Дагестан)
- Ногајци (Русија - Дагестан)
- Трухмени (Русија - Ставропољ)

Монголска група:
- Калмици (Русија - Калмикија)

## Белешке
1. ↑  Између осталог, то је и разлог пораслог интереса Запада за политичку судбину осамостаљених Кавкаских држава.